# Jorge Olguín
Jorge Mario Olguín (* 17. květen 1952, Dolores, Buenos Aires, Argentina) je bývalý argentinský fotbalista. Nastupoval většinou na postu obránce.
S argentinskou reprezentací vyhrál mistrovství světa roku 1978.. Hrál též na světovém šampionátu ve Španělsku roku 1982. V národním mužstvu působil v letech 1976-1982 a odehrál 60 utkání.
S klubem Argentinos Juniors vyhrál Pohár osvoboditelů 1986.
Pětkrát se stal mistrem Argentiny, dvakrát se CA San Lorenzo de Almagro (1972, 1974), dvakrát s Argentinos Juniors (1984, 1985), jednou s Independiente (1983).
Po skončení hráčské kariéry se stal trenérem.